# Arthur Vierendeel
Jules Arthur Vierendeel (Lovanio, 10 aprile 1852 – Uccle, 8 novembre 1940) è stato un ingegnere belga, famoso per aver brevettato il traliccio (o trave reticolare) senza diagonali che porta il suo nome, la trave Vierendeel.

## Biografia
Vierendeel nacque Jules Arthur Meunier da Josephine Meunier. Cinque anni dopo la nascita del figlio, la madre si sposò con Pierre Vierendeel dal quale Jules Arthur prese il cognome.
Nel 1874 ottenne il diploma in ingegneria dalle "Ecoles Spéciales de Génie Civil, des Arts et Manufactures et des Mines" dell'Università Cattolica di Lovanio.
Dal 1876 al 1885 lavorò presso le industrie dell'acciaio "Ateliers de La Louvière".
Nel 1885 fu chiamato in qualità di Ingegnere Capo e Direttore dei Servizi Tecnici della provincia delle Fiandre Occidentali.
Dal 1889 al 1935 insegnò alle "Ecoles Spéciales" in Lovanio. Il suo corso di Stabilità delle costruzioni (1889) fu di riferimento nella tecnologia delle costruzioni per quasi mezzo secolo.
Nel 1896 ricevette il "Prix du Roi" (Premio del Re) per la pubblicazione "Construction architecturale en fer, fonte et acier" (Costruzione architettonica in ferro, ferro fuso e acciaio), che vide nuove versioni e ampliamenti tra il 1897 ed il 1902. Nel 1896 egli sviluppò un traliccio con correnti superiori ed inferiori connessi rigidamente a elementi verticali e non attraversato da elementi diagonali. Il traliccio Vierendeel, brevettato, fu utilizzato in particolar modo nella costruzioni di ponti. Il primo ponte Vierendeel fu costruito in acciaio, sopra il fiume Lys in Avelgem, Belgio, nel 1902.